# Конституции Андерсона
«Конституции Андерсона» (англ. Anderson's Constitutions), также «Уложения Андерсона», «Конституции вольных каменщиков» или «Книга уставов», — масонская конституция (устав), составленная британским масоном Джеймсом Андерсоном в 1723 году (отредактирована в 1738) и напечатанная в Лондоне (1723) и в США (1734).

## История
В 1717 году четыре лондонские ложи, соединившись в Великую ложу Лондона и Вестминстера, поручили брату Андерсену составить свод постановлений, заимствовав их из документов товариществ каменщиков и применив к новым условиям времени.
Этот свод, напечатанный под названием «Конституции масонов, содержащие историю, уложения, правила, предписания и т. д. самого древнего и весьма достопочтенного братства, для использования в ложах» («The Constitutions of the Freemasons etc.», Л., 1723), стал основой союза франкмасонов. Текст заключал в себе краткую историю масонства от сотворения мира, — историю строительного искусства, взятую из сказаний строительных товариществ, а также «Старые обязанности или основные законы» и «Общие постановления», то есть состоявшиеся с 1717 года решения великой ложи.
Главным условием развития союза должно было явиться уничтожение преград, разбивавших людей на обособленные группы, главным образом, религиозные. И поэтому первый из основных законов «Конституций» был посвящён отношению масона к религии. Согласно тексту ложи были частные и общая, то есть великая; иерархические масонские степени — ученик, подмастерье и мастер. Кроме того, было особое звание надзирателя. Выборы происходили раз в год, и полномочия давались на один год. Каждый брат должен был принадлежать к какой-нибудь ложе и подчиняться как её особым, так и общим постановлениям. В качестве членов в ложу допускались добропорядочные, честные люди, свободнорождённые и в зрелом возрасте (не моложе 25 лет; женщины не принимались), причём для принятия нового брата требовалось согласие всех присутствующих при выборе лиц. «Конституции» открыли доступ в масонство евреям.